# دادگاه فدرال (مالزی)
دادگاه فدرال (به انگلیسی: Federal Court) (مالایی: Mahkamah Persekutuan Malaysia) بالاترین دادگاه و دادگاه استیناف نهایی در مالزی است. دادگاه فدرال در کاخ دادگستری در پوتراجایا واقع شده است. دادگاه در سال ۱۹۵۷، درهنگام استقلال مالایا ایجاد شد و در سال ۱۹۹۴ نام آن به نام کنونی تغییر یافت.

## تاریخچه
نخستین سلف دادگاه فدرال، دادگاه قضایی جزیره شاهزاده ولز (پنانگ کنونی)، سنگاپور و ملاکا است که بر اساس منشور دوم دادگستری، صادر شده توسط تاج‌وتخت بریتانیا طبق فرمان علنی در تاریخ ۲۷ نوامبر ۱۸۲۶، ایجاد شده بود.